# Tour-en-Sologne
Tour-en-Sologne is een gemeente in het Franse departement Loir-et-Cher, in de regio Centre-Val de Loire. De plaats maakt deel uit van het arrondissement Blois. Tour-en-Sologne telde op 1 januari 2022 1.133 inwoners.
Het Renaissancekasteel van Villesavin uit 1527 herbergt een museum van het huwelijk.

## Geografie
De oppervlakte van Tour-en-Sologne bedroeg op 1 januari 2022 26,34 vierkante kilometer; de bevolkingsdichtheid was toen 43 inwoners per km².

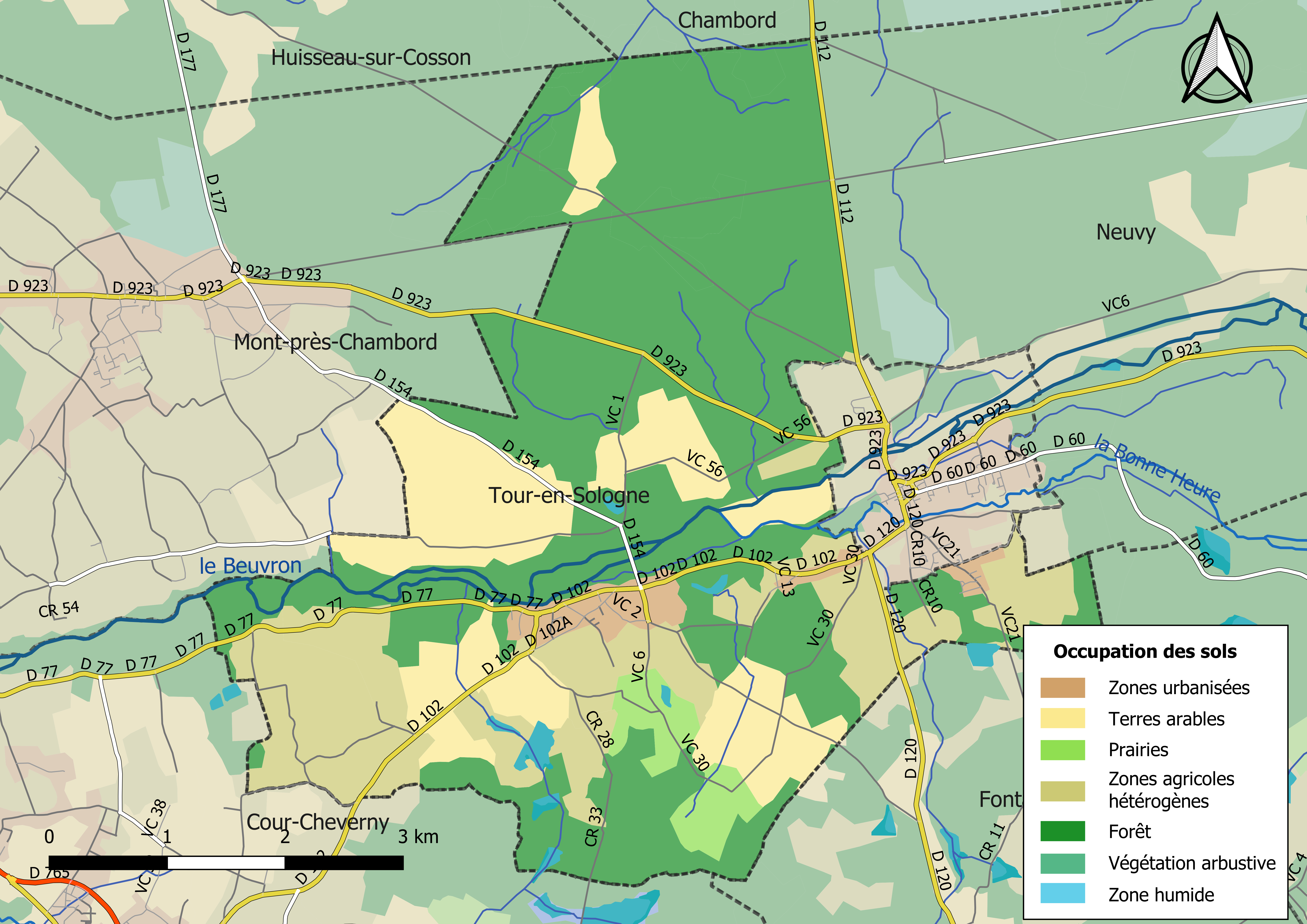
Kaart van de gemeente met de belangrijkste infrastructuur, bodemgebruik en omliggende gemeenten

## Demografie
Onderstaande figuur toont het verloop van het inwonertal (bron: INSEE-tellingen). 